# Ліза Гірнер
Ліза Гірнер (нім. Lisa Hirner) — австрійська лижна двоборка, призерка чемпіонату світу, чемпіонка Юнацької олімпіади. 
Бронзову медаль світової першості Гірнер виборола на  чемпіонаті світу 2023 року, що проходив у словенській Планиці, в змаганні змішаних команд на нормальному трампліні.